# Rhynchina xylina
Rhynchina xylina är en fjärilsart som beskrevs av Swinhoe 1886. Rhynchina xylina ingår i släktet Rhynchina och familjen nattflyn. Inga underarter finns listade.